# 欧苏瓦
欧苏瓦（法語：Auxois，法語發音：[oswa]），又称欧克苏瓦（法語發音：[okswa]），是法国的一个传统地区，位于科多尔省西部，面积约2494平方公里，共含有211个市镇，2016年时人口数量超过6万，主要城市有蒙巴尔、欧苏瓦地区瑟米尔、索略和阿尔奈勒迪克。

## 地理

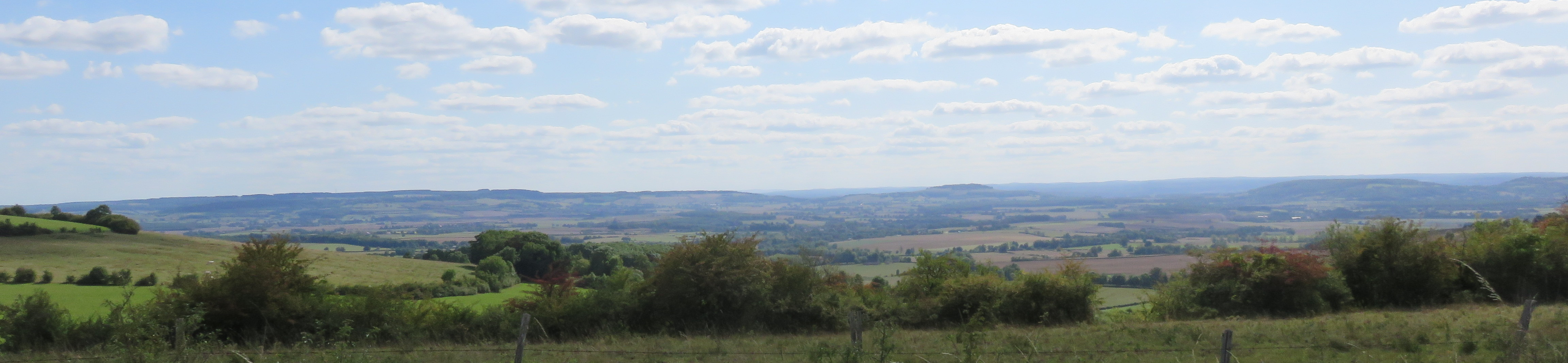
欧苏瓦之景：莫尔旺山脊线前的阿尔芒松河谷和勃艮第运河

欧苏瓦地区位于法国东部，科多尔省西部，呈南北走向，境内大概可分为两部分：西侧和南侧为莫尔旺山东麓，境内以山地和丘陵为主；北侧和东侧为过渡丘陵区，境内地形相对平缓，主要人口集中于此。

### 地质
欧苏瓦坐落在侏罗纪形成的石灰岩高原上，从南部的勃艮第（或科多尔）的隘口向北部的巴黎地区倾斜，对应莫尔旺山和朗格勒高原-沙蒂永地区（plateaux de Langres-Châtillonnais）之间的沟渠或地塹。

### 水文
欧苏瓦地区是一个流域，其水域在加入塞纳河之前先在蒙巴尔地区汇合，并且毗邻或包括卢瓦尔河、罗讷河和塞纳河之间的分水岭。

### 植被
欧苏瓦地区的森林覆盖率为21%，其中西部山区的覆盖率达33%。

## 历史
欧苏瓦在高卢时期为愛杜依人的活动范围。“欧苏瓦”一名来源于加洛林王朝时期当地的封建领主欧苏瓦伯爵，后于公元1082年划入勃艮第公国。
1800年，欧苏瓦的大部分区域成立瑟米尔区，副省会为欧苏瓦地区瑟米尔；1926年该区的副省会迁至蒙巴尔，并更名为蒙巴尔区。
1995年2月4日，欧苏瓦-莫尔旺土地整治与发展区（Aménagement et le Développement du Territoire，简称“ADA”）成立，旨在推动区域保护与发展。2006年，欧苏瓦获得法国文化部颁布的“艺术与历史之地区”称号。

## 经济
欧苏瓦为传统的农业区，境内60%的土地为农业用地，农业人口数量为3.7%。

## 交通
- 法国国家A6号高速公路，设有多个出入口
- 巴黎－马赛铁路，设有蒙巴尔站和莱洛姆-阿莱西亚站
- 法国高速铁路东南线，开辟有支线铁路与巴黎－马赛铁路连接
- 数十条科多尔省省道